# Nube stellare del Sagittario
La Nube stellare del Sagittario (nota anche come Nube delle Caustiche o M 24), è un vasto insieme di stelle visibile nella costellazione del Sagittario; ingloba anche gli ammassi IC 4715 e NGC 6603.

## Osservazione

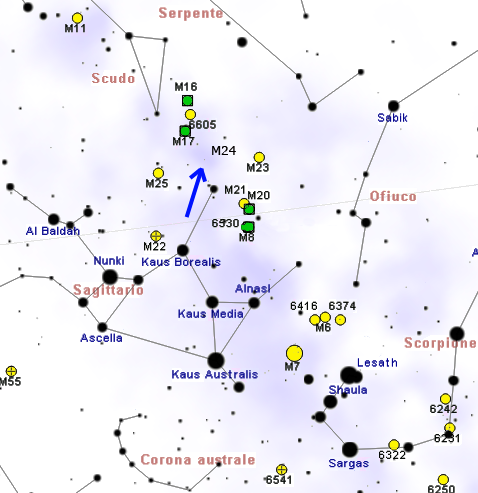
Mappa per individuare M24.

M24 si individua circa 2° a nord dalla stella μ Sagittarii e giace in un campo di stelle molto ricco a causa della presenza di grandi nubi stellari della Via Lattea; si mostra ad una semplice osservazione come una macchia chiara più brillante rispetto allo sfondo della Via Lattea, già molto luminosa in direzione del Sagittario per la presenza del centro galattico. Un semplice binocolo consente invece di rivelare centinaia di astri minuti, tutti concentrati in uno spazio di poco più di un grado quadrato. Un telescopio amatoriale consente di individuare migliaia di stelle, spesso di colori contrastanti; si può inoltre notare come i confini occidentali siano più netti di quelli orientali, effetto causato dalla presenza di una nebulosa oscura presso i suoi bordi.
M24 può essere osservata con discreta facilità da gran parte delle aree popolate della Terra, grazie al fatto che è situata a una declinazione non eccessivamente australe: in alcune aree del Nord Europa e del Canada, nei pressi del circolo polare artico, la sua visibilità è comunque molto difficile, mentre nell'Europa centrale appare relativamente bassa; dall'emisfero sud l'ammasso è ben visibile alto nelle notti dell'inverno australe e nella sua fascia tropicale può vedersi perfettamente allo zenit. Il periodo migliore per la sua osservazione nel cielo serale è quello compreso fra giugno e ottobre.

## Storia delle osservazioni
Fu scoperta da Charles Messier nel 1764, il quale la catalogò col numero 24 del suo celebre catalogo; egli la descrisse come una evidente nebulosità estesa per oltre un grado e mezzo, al cui interno abbondano stelle di differente luminosità. John Herschel studiò la nube e anche l'ammasso aperto presente al suo interno, NGC 6603, descrivendo quest'ultimo come un oggetto ricco con circa 100 stelle. Altri astronomi dell'Ottocento hanno identificato M24 con quest'ammasso, e non con l'intera nube stellare, prestando forse poca attenzione alla descrizione fornita dal Messier.

## Caratteristiche

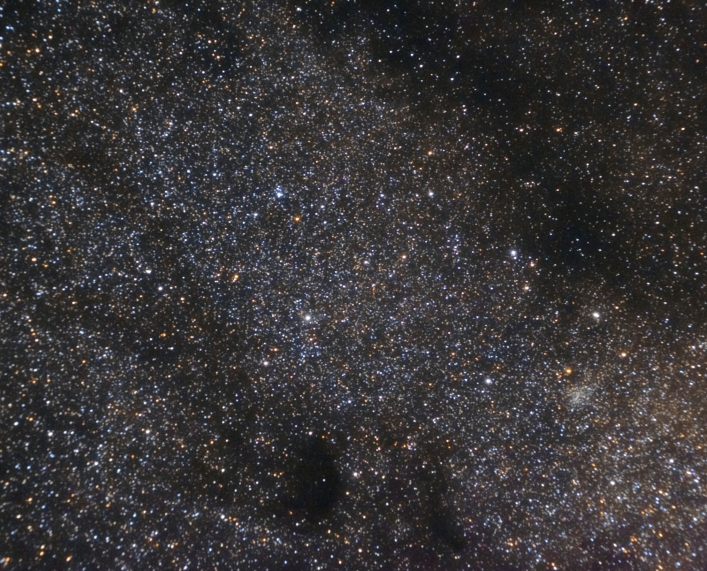
La nube di stelle M24.

M24 si estende in una regione galattica situata lungo il Braccio del Sagittario e possiede una lunghezza di circa 600 anni luce; certe volte, a causa della sua notevole estensione (una nube stellare galattica) non viene considerato un "oggetto del profondo cielo" a tutti gli effetti: si tratta infatti di una grande nube di polveri, stelle e gas interstellari la cui forma reale non è quella che è osservabile da Terra, essendo in realtà conferita dalle nubi oscure circostanti, che lasciano intravedere una regione del braccio di spirale fra le più dense della zona e facendolo sembrare un ammasso di stelle a sé stante. La sua distanza è stimata tra i 10.000 e i 16.000 anni luce, ed è la concentrazione più densa di stelle individuali visibile usando un binocolo.
All'interno di questo tratto di spirale si trova l'ammasso aperto NGC 6603 di magnitudine 11 e composto da una trentina di stelle a partire dalla dodicesima grandezza e distante circa 10.000 anni luce; le sue stelle più luminose sono di classe spettrale B9, che indicano che l'età dell'ammasso potrebbe aggirarsi su un centinaio di milioni di anni.

### Libri
- (EN) Stephen James O'Meara, Deep Sky Companions: The Messier Objects, Cambridge University Press, 1998, ISBN 0-521-55332-6.

### Carte celesti
- Toshimi Taki, Taki's 8.5 Magnitude Star Atlas, su geocities.jp, 2005. URL consultato il 7 novembre 2010 (archiviato dall'url originale il 5 novembre 2018). - Atlante celeste liberamente scaricabile in formato PDF.
- Tirion, Rappaport, Lovi, Uranometria 2000.0 - Volume II - The Southern Hemisphere to +6°, Richmond, Virginia, USA, Willmann-Bell, inc., 1987, ISBN 0-943396-15-8.
- Tirion, Sinnott, Sky Atlas 2000.0 - Second Edition, Cambridge, USA, Cambridge University Press, 1998, ISBN 0-933346-90-5.
- Tirion, The Cambridge Star Atlas 2000.0, 3ª ed., Cambridge, USA, Cambridge University Press, 2001, ISBN 0-521-80084-6.